# Cherry Gardens
Cherry Gardens är en del av en befolkad plats i Australien. Den ligger i kommunen Onkaparinga och delstaten South Australia, omkring 16 kilometer söder om delstatshuvudstaden Adelaide.
Runt Cherry Gardens är det ganska glesbefolkat, med 35 invånare per kvadratkilometer.. Närmaste större samhälle är Adelaide, omkring 16 kilometer norr om Cherry Gardens. 
I omgivningarna runt Cherry Gardens växer huvudsakligen savannskog. Genomsnittlig årsnederbörd är 729 millimeter. Den regnigaste månaden är juni, med i genomsnitt 133 mm nederbörd, och den torraste är december, med 21 mm nederbörd.